# Júlia Montserrat
Júlia Montserrat   () és una castellera catalana i membre de la Colla Joves Xiquets de Valls. És coneguda per ser, amb 24 anys, la primera dona en la història dels castells en descarregar un 4 de 9 amb folre al pis de quarts, una posició tradicionalment ocupada per homes, el 3 d'agost de 2023 en el marc de la diada castellera de Firagost a la plaça del Blat de Valls.
El 30 d'agost de 2023, a la diada castellera de Sant Fèlix a la plaça de la Vila de Vilafranca del Penedès, va ser la segona dona en la història en descarregar un 4 de 9 sense folre, també a quarts, en una jornada en què la Colla Joves Xiquets de Valls va fer la millor actuació de la seva història descarregant el 3 de 9 amb folre, el 4 de 9 net i el pilar de 8 amb folre i manilles, a més de carregar el 5 de 9 amb folre.
Anteriorment, el 1998, Amaia Comas, dels Minyons de Terrassa, havia pujat al quart d'un 4 de 9 sense folre a la diada de Sant Narcís a la plaça del Vi de Girona. El 2007, Marina Homs va coronar un 4 de 9 amb folre a baixos amb els Castellers de Barcelona a la diada dels Minyons de Terrassa.